# 유로컵 바스켓볼
유로컵 바스켓볼(EuroCup Basketball)은 일반적으로 유로컵(EuroCup)으로 알려져 있으며 현재 후원 이유로 BKT 유로컵(BKT EuroCup)으로 불리고 있으며 유로리그 농구(Euroleague Basketball)가 주최하는 연례 프로 농구 클럽 대회이다. 이 리그는 유로리그 농구의 2부 프로농구 클럽 토너먼트로 간주된다.
2002년 ULEB 컵으로 창설된 이 대회는 형식 변경에 따라 2008-09 시즌 동안 유로컵이라는 이름으로 ULEB와 FIBA 간의 합의를 거쳐 새로운 대회가 도입된 2008년까지 지속되었다. FIBA 유로챌린지가 2008년까지 유로컵으로 알려졌음을 감안할 때, ULEB와 FIBA 유럽 간의 더욱 강력한 협력의 새로운 시대가 2008년에 열렸다. 새로운 대회의 수는 총 48개로 늘어났으며 3차원 FIBA 유로컵 우승팀이 우승했다. 이전에 유로컵으로 알려진 챌린지는 처음으로 토너먼트의 다음 시즌에 대한 자동 자격을 얻게 된다.
처음에는 새로운 대회로 광고되었지만 ULEB 컵과 유로컵 바스켓볼은 이제 동일한 대회로 간주되며 이름 변경은 단순히 브랜드 변경일 뿐이다.
2021-22 시즌부터 두 유로컵 결승 진출팀 모두 다음 시즌 유로리그 출전 자격을 얻는다. 그때까지는 우승자만이 1년 라이센스를 받을 자격이 있었다.
14개 클럽이 타이틀을 획득했으며, 그 중 3개 클럽이 두 번 이상 타이틀을 획득했다. 이번 대회에서 가장 성공적인 클럽은 4개의 타이틀을 획득한 발렌시아 바스켓(Valencia Basket)이다. 현재 챔피언은 그란카나리아로, 2023년 결승전에서 튀르크 텔레콤을 꺾고 첫 우승을 차지했다.

## 같이 보기
- 유로리그